# St.-Marien-Kirche (Winsen)

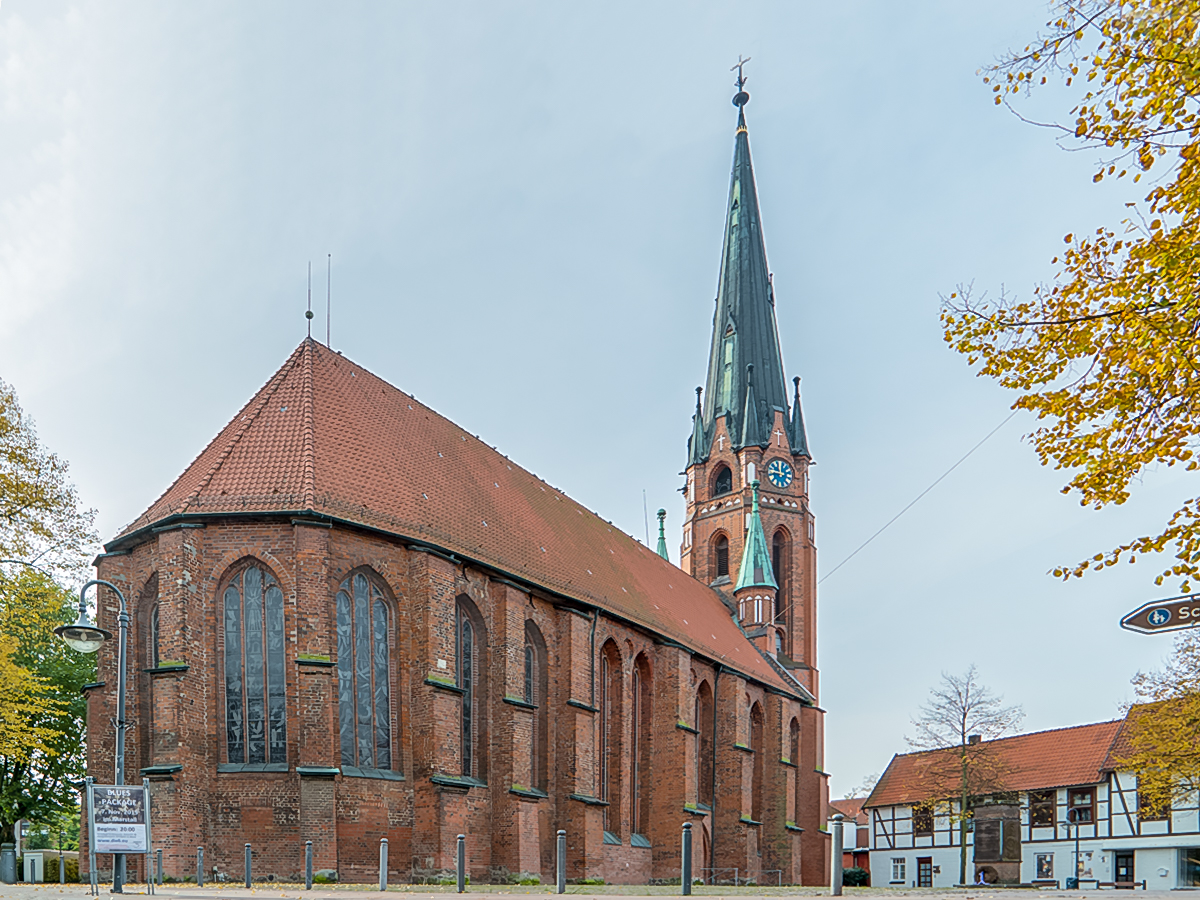
St.-Marien-Kirche

Die St.-Marien-Kirche in Winsen (Luhe) ist eine spätgotische Hallenkirche, die etwa ab 1415 erbaut wurde. Besonders prägend für ihr Erscheinungsbild sind das einzelne Seitenschiff und der 63 Meter hohe, sechseckige, neugotische Kirchturm, durch den ein Durchgang der Kirchstraße verläuft. Die evangelisch-lutherische St.-Marien-Gemeinde dient den Einwohnern der Kernstadt und der Dörfer Hoopte, Stöckte, Gehrden, Laßrönne und Tönnhausen.

## Geschichte

### Vorgängerbau
Bevor die St.-Marien-Kirche erbaut wurde, stand am selben Ort in der im 13. Jahrhundert noch jungen Stadt ein anderer Kirchenbau, der zunächst eine Filialkirche der Gemeinde St.-Gertrud in Pattensen war und die Rechte einer Kapelle innehatte. Ausgrabungen, die im Jahr 2000 bei Renovierungsarbeiten durchgeführt wurden, legten Fundamentreste frei, die mit hoher Sicherheit von dieser früheren Kirche stammen. Demnach war sie deutlich kleiner als die später errichtete Kirche, etwa sieben Meter breit, und befand sich innerhalb der heutigen Außenmauern. Die westliche Begrenzung lag vermutlich im Bereich des jetzigen Glockenturms oder ist mit dem Westfundament, sie ist jedenfalls nicht mehr lokalisierbar. Auch die Lage des Chors konnte nicht festgestellt werden. Die südliche Mauer befand sich im Bereich zwischen dem heutigen Haupt- und Seitenschiff, die nördliche stand südlich der späteren Nordmauer.
Die Winsener Kirche wurde 1233 erstmals urkundlich erwähnt, als das Patronat, das zuvor beim Konvent des Lüneburger St.-Michaelis-Klosters lag, an Helena von Lüneburg und ihren Sohn Otto übertragen wurde. Das Kloster erhielt im Tausch die St.-Knut-Kapelle. Deren Standort ist nicht gesichert. Vermutlich stand sie auf dem Lüneburger Kalkberg, wo sich auch das Kloster und die welfische Burg befanden. Die Reihenfolge und die Ausführlichkeit der Erwähnung der Tauschgegenstände in der Urkunde deuten darauf hin, dass das Hauptanliegen des Tauschgeschäfts die Übertragung der Kapelle war. Mit dem Tausch wurde das Winsener Kirchspiel aus dem Pattensener ausgegliedert und konnte fortan selbständig Begräbnisse, Taufen und andere kirchliche Handlungen durchführen. Die Ausgliederung wurde geldlich abgegolten. Noch im selben Jahr setzte Helena einen Geistlichen ein.
Im Jahr 1336 stifteten die gemeinsam regierenden Brüder Otto III. und Wilhelm II., Herzöge von Braunschweig-Lüneburg, der Kirche einen St.-Georg-Altar, der vermutlich der erste Nebenaltar war.
Über die frühen Geistlichen ist wenig bekannt, erst ab dem 14. Jahrhundert gibt es gesicherte Informationen. Oben in der Hierarchie stand der Rektor, der vor allem für die Verwaltung des Kirchenguts und die allgemeine Leitung zuständig war. Ihm unterstand der Pleban, dessen Aufgaben die Seelsorge und Predigt umfassten. Beide hatten zeitweise einen Stellvertreter, den Vizerektor bzw. Vizepleban. Für den St.-Georg-Altar war ein Vikar zuständig, der Seelenmessen für die Stifter und ihre Familie zu halten hatte. Er unterstand dem Pleban und dem Rektor. Die Winsener Rektoren hatten – verglichen mit anderen Kirchen – eine vergleichsweise herausragende Rolle und wurden in der Regel mit Angehörigen des lüneburgischen Landadels besetzt. Der erste namentlich bekannte Rektor war Werner Bintremen (1320). Im Jahr 1350 war ein Mann namens Willekin in dem Amt. Möglicherweise ist er mit einem gleichnamigen Rektor der Hittfelder Kirche (1351–1373 belegt) identisch. Heinrich von Offensen ist 1364 als Rektor dokumentiert, bis er am 7. Juli 1365 zum Propst des Ebstorfer Klosters bestimmt wurde. Gleichzeitig war er ab 1375 Kanoniker von St. Blasius in Braunschweig. Das häufige Auftreten Heinrich von Offensens als Protonotarius Wilhelms II. deutet darauf hin, dass er in Winsen keinen seelsorgerischen Aufgaben nachging. In den Jahren 1372 und 1382 ist Dietrich Spoerken als Rektor belegt. 1415 hielt sich Johann, Titularbischof von Salmasa und Weihbischof des Verdener Bischofs Ulrich von Albeck, in Winsen auf. Dies bezeugen Dokumente vom Vizerektor und dem Schulmeister.

### Das Kirchengebäude seit dem 15. Jahrhundert

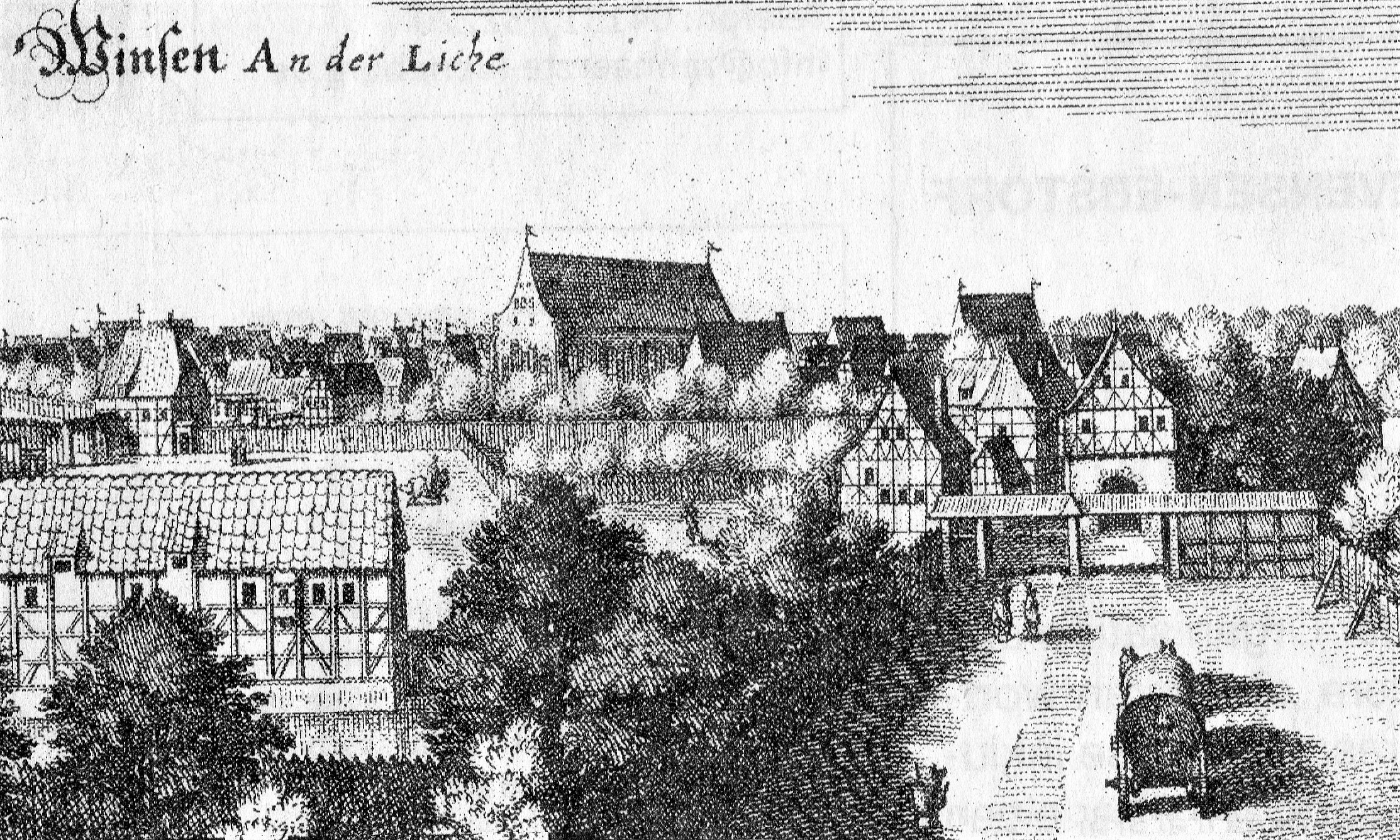
Die St.-Marien Kirche um 1650

Anfang des 15. Jahrhunderts wurde der Bau der heutigen Kirche begonnen, wahrscheinlich um 1415, wie ein auf dieses Jahr datierter Ziegelstempel zeigt. Möglicherweise war die alte Kirche für die Gemeinde zu klein geworden. Vermutlich hing der Anlass für den Neubau der Kirche mit Plänen der Lüneburger Herzöge zusammen, eine Residenz in Winsen zu errichten. Nach der Landesteilung 1409 standen Lüneburg und Celle nicht mehr zur Verfügung, da Celle als Witwensitz diente und die Stadt Lüneburg bei der Teilung nicht Heinrich I. zugeschlagen wurde, sondern im Besitz des Gesamthauses verblieb. Spätestens 1428 zogen Bernhard I., Herzog zu Braunschweig-Lüneburg, seine Söhne Otto IV. und Friedrich II. und deren Gemahlinnen ins Winsener Schloss. Im Jahr 1433 wurde der Wohnsitz bereits wieder aufgegeben und Celle als Residenz gewählt. Danach zog sich der Kirchenbau in die Länge. 1437 wurde der Dachstuhl über dem Chor und 1465 der über dem Langhaus errichtet.
Um 1445 wurden drei Altäre sowie Vikare erwähnt. Neben dem St.-Georg-Altar waren dies ein Altar für Maria Magdalena und einer für Kosmas und Damian. 1464 ist erstmals das Patrozinium Unse leve Frowe (Unsere Liebe Frau, also Maria, die Mutter Jesu) belegt.
Das 1477 gegründete Winsener Franziskanerkloster hatte wohl keinen Bezug zu St. Marien und der St.-Georg-Kapelle südlich der Stadt, auch wenn in einiger Literatur behauptet wird, der Orden hätte das Seelsorgerecht für sie erhalten. Die Anwesenheit der Franziskaner von 1348 bis zu ihrer Vertreibung aus Winsen im Jahr 1528 stellt aus heutiger Sicht ein Parallelereignis dar.
Mitte 1526 wurde von ersten reformatorischen Bestrebungen in Winsen berichtet. Ein Jahr später beschloss der Lüneburger Landtag die Reformation. Im Jahr 1528 kehrte Heinrich I., ehemals Herzog von Braunschweig-Lüneburg, aus dem Exil zurück, um die inzwischen unter seinem Sohn Ernst dem Bekenner fortgeschrittene Reformation zurückzudrängen und die Macht zurückzuerlangen, was ihm allerdings nicht gelang. Die Vikarien blieben nach der Reformation zunächst noch bis mindestens 1555 erhalten.
Vor einem 1837 errichteten Dachreiter gab es schon mehrere Glockentürme. Ende des 19. Jahrhunderts wurde ein Backsteinturm errichtet, der 1899 eingeweiht wurde.
Seit der Reformation wurde die Einrichtung mehrfach geändert. Spätestens seit 1656 verfügt die Kirche über eine Orgel. Die heutige Ott-Orgel wurde 1960 geweiht. Ein Großteil der weiteren Einrichtung sowie die Fenster im Chor stammen ebenfalls aus der Mitte des 20. Jahrhunderts.
Seit 1883 erinnert ein Denkmal auf dem Platz südlich der Kirche an die Gefallenen des Deutsch-Französischen Krieges. Auf dem nördlichen Kirchplatz befindet sich seit 1954 ein Denkmal für den gebürtigen Winsener Johann Peter Eckermann.

### Glockenturm

#### Erste Glockentürme

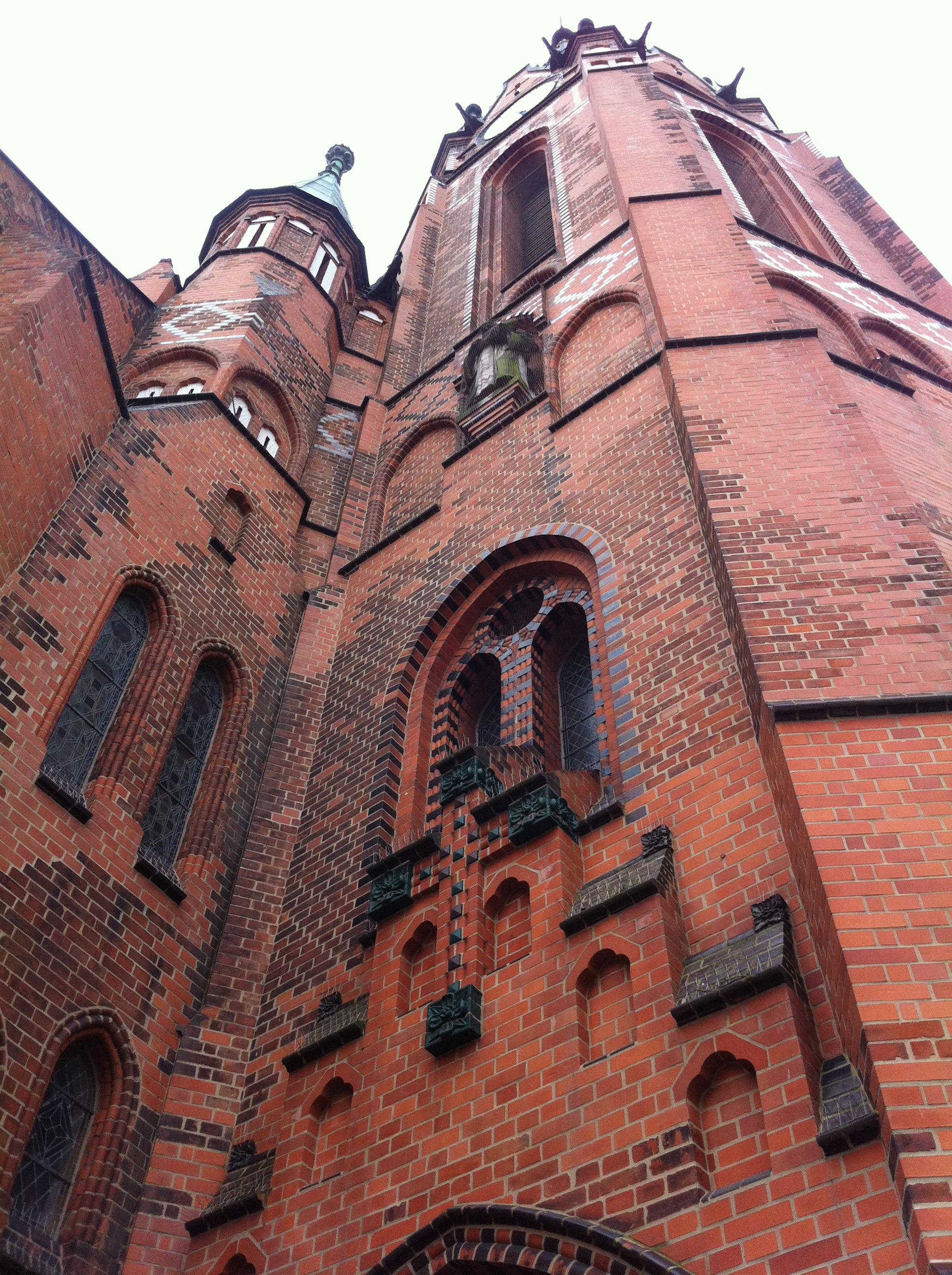
Architektur des Glockenturms

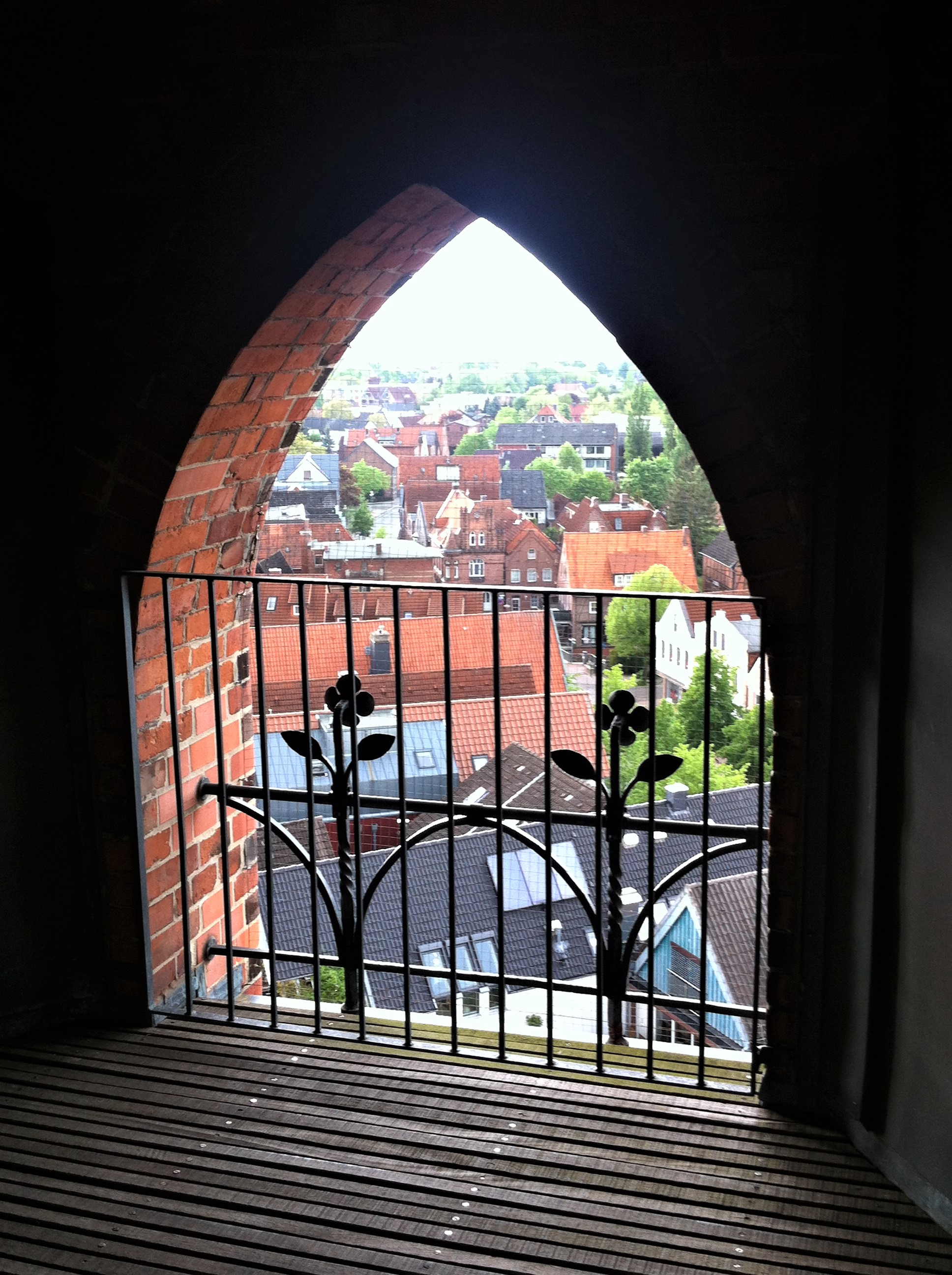
Blick vom Turm auf die Marktstraße

Angesichts der Bedeutung der Winsener Kirche als Stadtkirche und fürstliche Patronatskirche erscheint es unwahrscheinlich, dass sie im Mittelalter keinen Glockenturm hatte. Dennoch ist in der ersten bekannten Erwähnung des Glockenturms im Jahre 1578 von seiner Errichtung die Rede. Möglicherweise war damit ein Wiederaufbau, vielleicht nach dem Stadtbrand 1528, gemeint.
Über viele Jahrhunderte läuteten die Kirchenglocken von freistehenden Holztürmen, die jeweils dem Feuer zum Opfer fielen. So wurde der Turm beim großen Stadtbrand im Jahr 1585 zerstört und in den Jahren 1605 bis 1608 mit einem Mauerwerk und hölzerner Spitze versehen, neu errichtet. Im Jahre 1627 wurde die Stadt im Dreißigjährigen Krieg von Dänen in Brand geschossen. Dem fiel erneut auch der Glockenturm zum Opfer. Von 1663 bis 1664 wurde auf dem stehengebliebenen Steinsockel eine neue Turmspitze gesetzt. Am 16. April 1822 schlug der Blitz in den Turm ein, sodass er bis auf die untere Mauer niederbrannte. Im 1663/1664 errichteten Turm befanden sich zwei Läute- und zwei Schlagglocken. Die große Läuteglocke wurde bereits 1585 und 1628 beschädigt und anschließend umgegossen. 1645 und 1687 entstanden erneut Sprünge. Am Rand der Glocke stand: Mein Klang möge bis zu den spätesten Zeiten Ohren und Herzen treffen und mahne alle dringend an Gebet und Tod. Den Brand im Jahr 1822 überlebte nur die Viertelstundenglocke. Die Stundenglocke und die Läuteglocken wurden unter der Hitze verschmolzen. Die Metallstücke wurden in den folgenden Tagen eingesammelt.

#### Stahlstangengeläut
Für einen neuen Glockenturm und den Guss von Glocken fehlten damals die finanziellen Mittel und die Spendenbereitschaft von Gemeindemitgliedern war gering. Aus diesem Grund wurde Glockenmetall der zerstörten Glocken verkauft. In den folgenden Jahren erklang die Viertelstundenglocke gemeinsam mit einer Glocke der St.-Georg-Kapelle. Als 1830 noch immer keine Besserung der finanziellen Lage in Sicht war, meldete sich ein Mann aus einer Gaststätte in Hannover, der erklärte, er habe ein Geläut aus Stahlfedern erfunden, das sogar besser als Glocken klinge und in größerer Entfernung hörbar sei. Die Kosten seien erheblich geringer. Doch bevor die Winsener eine Antwort geben konnten, hatte er bereits die Gaststätte in unbekannte Richtung verlassen. Anfang 1831 verbreitete sich die Nachricht, dass Stahlstäbe eines Schmiedemeisters aus Roßlau als Geläut eingesetzt werden könnten. Der Winsener Amtsvogt Blume beauftragte auf Grund dessen den Coswiger Baukondukteur Henning, eine Stahlfeder anfertigen zu lassen, die am 21. Oktober 1833 in Hoopte ankam und vier Tage später in Winsen zur Probe geläutet wurde. Die Kirchengemeinde hatte daraufhin beschlossen, weitere Federn anzuschaffen, doch aus unbekannten Gründen erfolgte das nicht.
Ein weiteres Mal war vom Einsatz hochwertiger Stahlstäbe der Sollinger Hütte die Rede, die zu einem Geläut komplettiert werden konnten. Nach einem Schriftwechsel mit Blume erklärte das Hüttenmanagement, ein Stahlstangengeläut herstellen und im Herbst 1836 auf einer Gewerbeschau in Hannover vorstellen zu wollen, die allerdings ausfiel. Im April 1837 verschickte die Sollinger Hütte das Geläut zu einer Lüneburger Gewerbeschau. Obwohl dort stattfindende Proben als klanglicher Misserfolg beurteilt wurden, bestellte Winsen am 20. Juni 1837 die Stahlstangen. Statt in einem freistehenden Turm wurden sie in einem dafür erbauten Dachreiter auf der Kirche montiert. Ab dem 3. Dezember 1837, dem ersten Advent, läuteten sie zum Gottesdienst. Mit der Zeit wurden sie als eintönig empfunden. Der spätere Superintendent Hermann verglich sie mit „heidnischem Klingelwerk“.

#### Statikprobleme und Bau eines neuen Turms
Das Hauptproblem war jedoch nicht der Klang, sondern die Statik. Kurz nach 1850 mahnten Baufachleute, der Dachreiter stelle eine Gefahr für die Kirche dar. In den folgenden Jahrzehnten entstanden Entwürfe für einen Kirchturm, die allesamt nicht umgesetzt wurden. Am 12. Februar 1895 kam Conrad Wilhelm Hase, Konsistorialbaumeister der Hannoverschen Landeskirche, der einige Jahrzehnte zuvor einen der Entwürfe angefertigt hatte, zu der Erkenntnis, dass das Dach einzustürzen drohe, wenn der Dachreiter nicht entfernt werde. Am 26. August wurde beschlossen, einen Kirchturm im neugotischen Stil nach Plänen des Architekten Eduard Schlöbcke auszuführen, der in Winsen geboren und damals Privatdozent an der Technischen Hochschule Hannover war. Im Dezember des folgenden Jahres begannen die Erdarbeiten. Ende 1897 wurden vier neue Glocken geweiht. Die Stahlstäbe waren noch ein Jahr als Schlagwerk für die Uhr in Betrieb, dann wurde der Dachreiter entfernt. Am 2. Juli 1899 wurde der Kirchturm eingeweiht.

#### Seit dem 20. Jahrhundert
Im Glockenturm befindet sich seit 1958 eine Gedächtniskapelle für die Gefallenen des Deutsch-Französischen Krieges und des Ersten Weltkriegs, darüber ein weiteres Turmzimmer.
In den achtziger Jahren wurde bei Reparaturen am Turm die Turmkugel geöffnet. Sie ist gleichzeitig eine Zeitkapsel und enthielt neben einem Exemplar der Winsener Nachrichten und Münzen aus der Zeit des Baus auch Rezepte für Tinkturen des Schäfers Philipp Heinrich Ast.

## Architektur

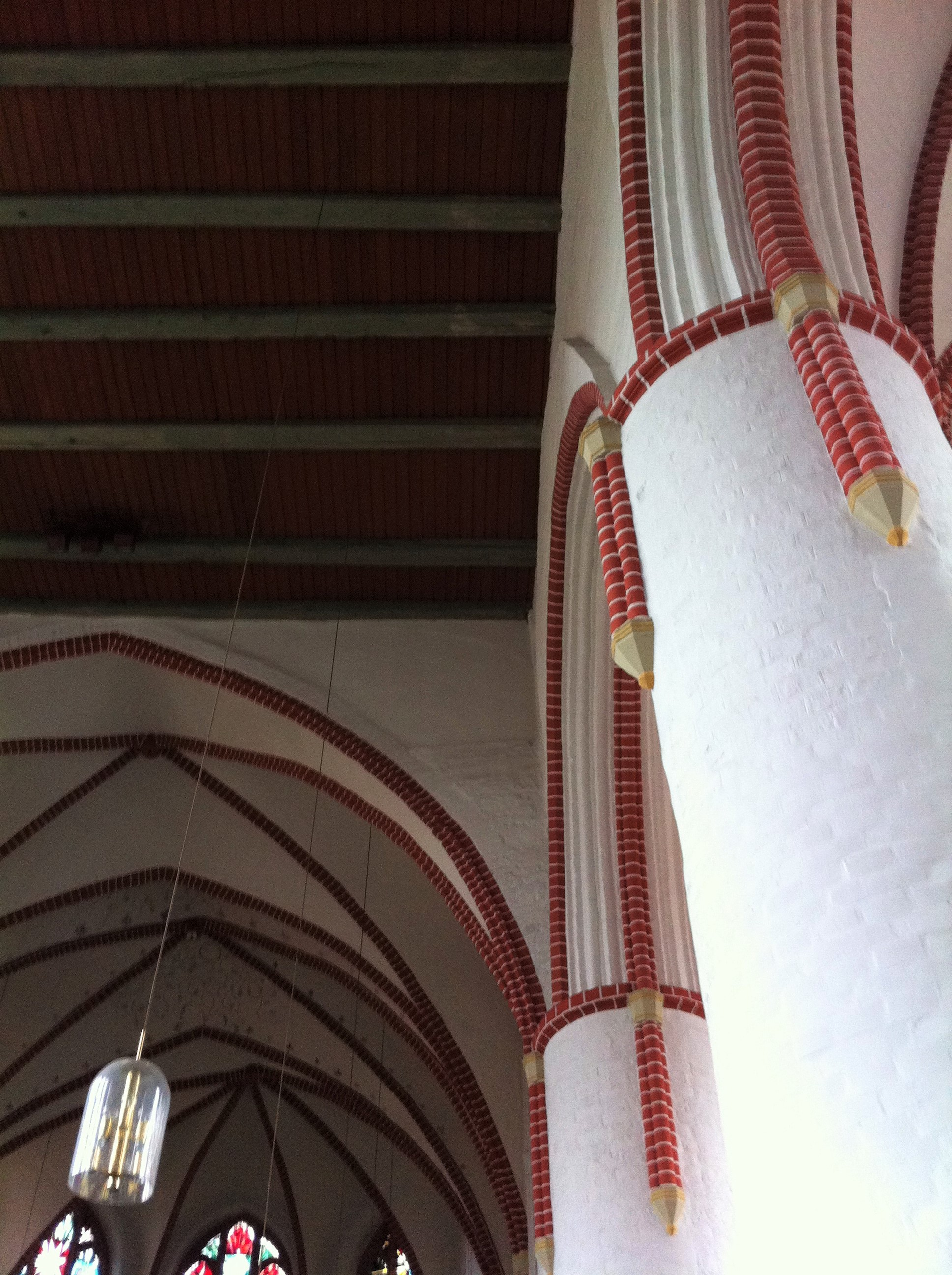
Das Gewölbe des Hauptschiffs wurde nie fertiggestellt.

Die spätgotische Backsteinhallenkirche hat neben dem west-östlich orientierten Hauptschiff nur ein südliches Seitenschiff. Sie zählt zu den Kirchen der zweiten Phase der Lüneburger Gruppe, die sich vom Hauptvorbild St. Johannis zu entfernen begannen. Das Hauptschiff erhielt kein Gewölbe, sondern eine schlichte Holzdecke. Das Gewölbe des Seitenschiffes wurde erst nachträglich ergänzt. Die Sakristei befindet sich südlich des Chors.
Der von Eduard Schlöbcke entworfene sechseckige neugotische Turm verbindet den nördlichen und südlichen Abschnitt der Kirchstraße mit einem Durchgang.

## Ausstattung

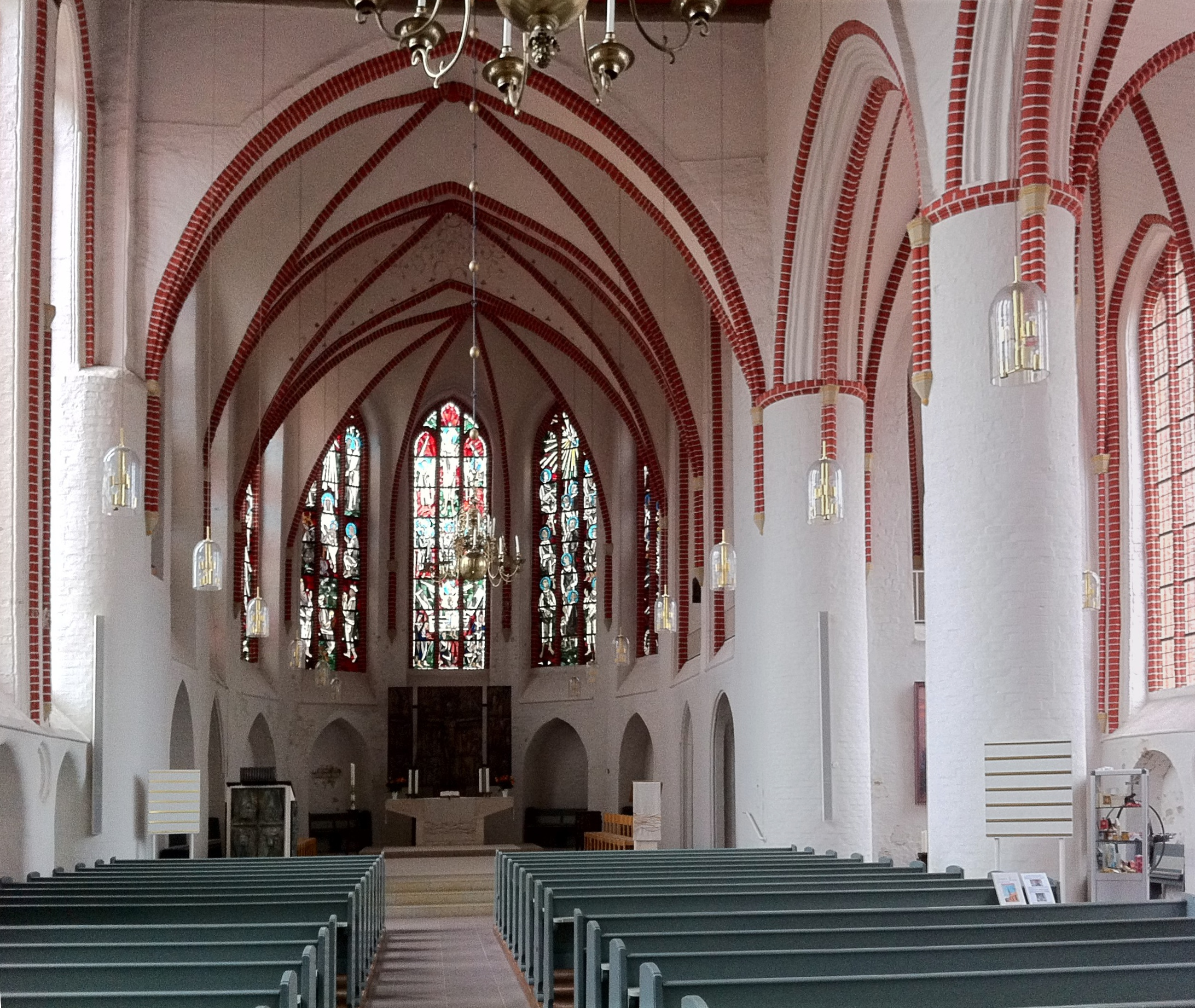
Blick zum Chorraum

Ein Großteil der Kunst in der St.-Marien-Kirche wurde nach dem Zweiten Weltkrieg geschaffen.

### Altar, Taufbecken und Kanzel
Das Altarretabel ist ein Werk des Bildhauers Fritz Fleer. Die mittlere Tafel wurde 1958 geschaffen, die Flügel wurden 1962 ergänzt. Die Bronzereliefs der mittleren Tafel zeigen neben dem gekreuzigten Christus den Einzug in Jerusalem, die Fußwaschung, das Gebet in Getsemani, Jesus vor Pilatus, die Geißelung und den Kreuzweg. Die Flügelreliefs zeigen den Propheten Simeon, den zwölfjährigen Jesus im Tempel, die Hochzeit zu Kana, Maria Magdalena, die Emmausjünger und den Apostel Thomas.
Auch das bronzene Taufbecken schuf Fritz Fleer 1958. Im Relief auf der Vorderseite ist die Taufe Jesu dargestellt. Auf der Rückseite sind Pharisäer, die nicht zur Taufe gehen, und Frauen, die noch zögern, abgebildet.
Fleer fertigte ebenfalls 1962 die Bronzeplatten der Kanzel an. Die vier Reliefplatten auf der Vorderseite repräsentieren die vier Evangelisten: ein Adler für Johannes, ein Mensch oder Engel für Matthäus, ein Löwe für Markus und ein Stier für Lukas. Das Relief auf der linken Seite der Kanzel zeigt Mose mit den Gesetzestafeln, das auf der rechten Seite Melchisedek mit Abraham.

### Chorfenster
Die Fenster im Chorraum wurden von 1958 bis 1960 von dem Hamburger Künstler Claus Wallner neu gestaltet. Dabei setzte er farbige Glasscheiben zu Bleiglasfenstern mit verschiedenen christlichen Motiven zusammen. Die Fenster zeigen im Uhrzeigersinn:
- die Schöpfung und den Sündenfall
- Israelfenster: die Opferung Isaaks
- Prophetenfenster: die Berufung Jesajas
- Weihnachtsfenster: die Geburt Jesu
- Osterfenster: die Auferstehung, Himmelfahrt und Wiederkunft Jesu
- Pfingstfenster: die zwölf Apostel und die Ausgießung des Heiligen Geistes
- Fenster der Vollendung: die Offenbarung des Johannes

Durch die Asymmetrie der Kirche befindet sich das fünfte Fenster, das Osterfenster, zentral über dem Altar.

### Supraporten
Neben den Chorfenstern fertigte Wallner drei Glasfenster, die die Türen als Supraporten zieren: die Stillung des Sturms (Nordausgang), der gute Hirte (Südausgang) und das Gleichnis vom vierfachen Ackerfeld (Turmeingang).

### Weitere Kunstwerke

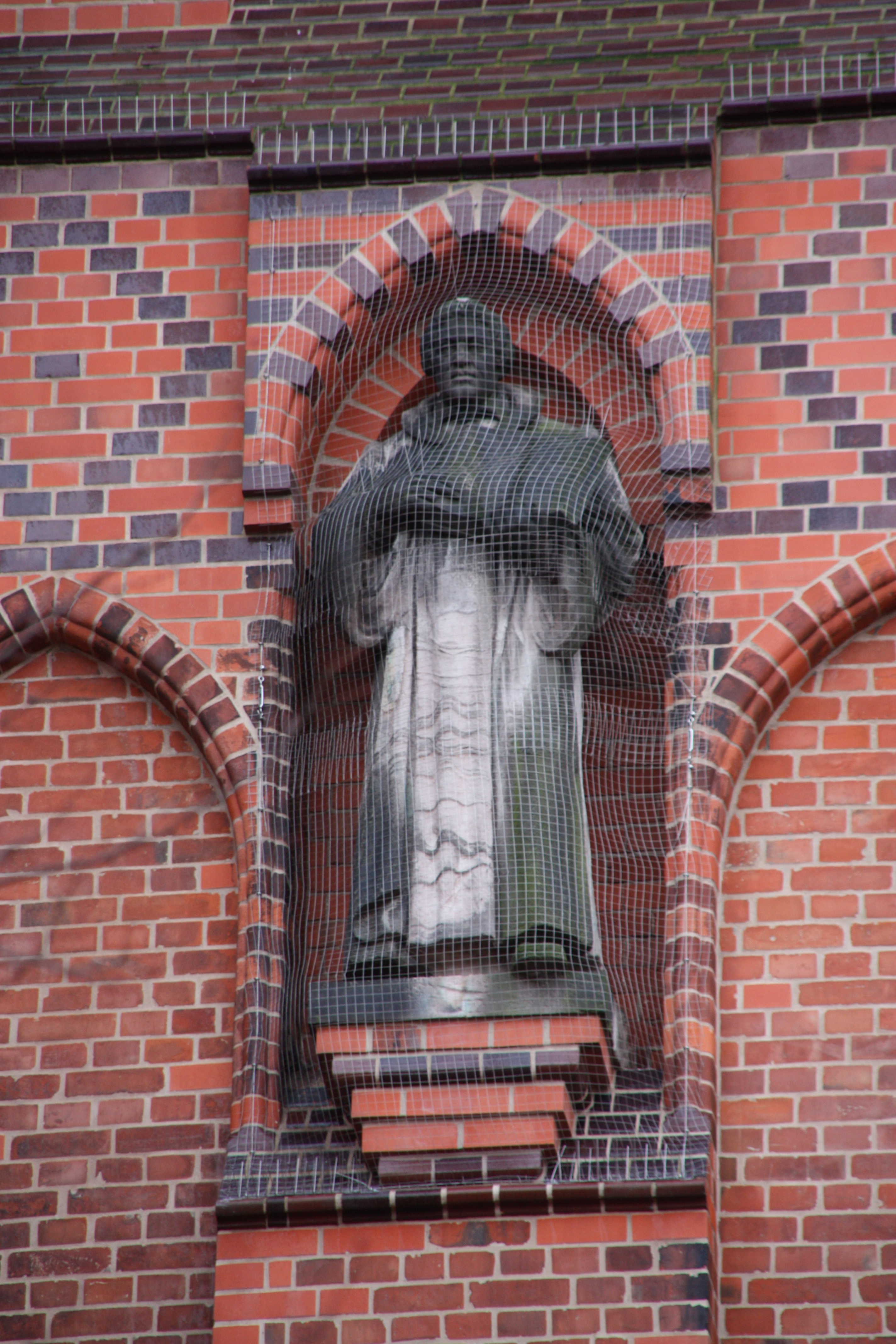
Die 1899 von Friedrich Meinecke geschaffene Luther-Statue steht einige Meter über der Turmdurchfahrt und war ein Geschenk an die Kirchengemeinde.

Im Turmdurchgang befindet sich ein Glasfenster mit König-David-Motiv, das der Baumeister Eduard Schlöbcke aus Dankbarkeit stiftete, dass es während des Turmbaus keinerlei Unfälle gegeben hatte. An der Nordseite des Turms steht eine Lutherstatue von Friedrich Meinecke über dem Durchgang.
Von dem Kirchenmaler Rudolf Schäfer stammt das Ölgemälde Gang nach Emmaus. Es wurde 1925 zum Gedenken an die Gefallenen des Ersten Weltkriegs finanziert und hängt im Seitenschiff. Daneben stehen zwei expressionistische Holzleuchter von Johann Michael Bossard, die 1926 gestiftet wurden. Aus der gleichen Zeit stammen ein Kruzifix in der Sakristei und ein gemaltes Fenster von E. Hölle.
Der Winsener Künstler Erich Brüggemann schuf 1953 aus einem Lindenstamm die überlebensgroße Figur Johannes der Evangelist. Sie steht in einer Nische über der Kanzel. Der Christuskopf in der Nische des Tönnhäuser Bodens ist ein Werk des Bildhauers G. Schlumbom.

### Orgel

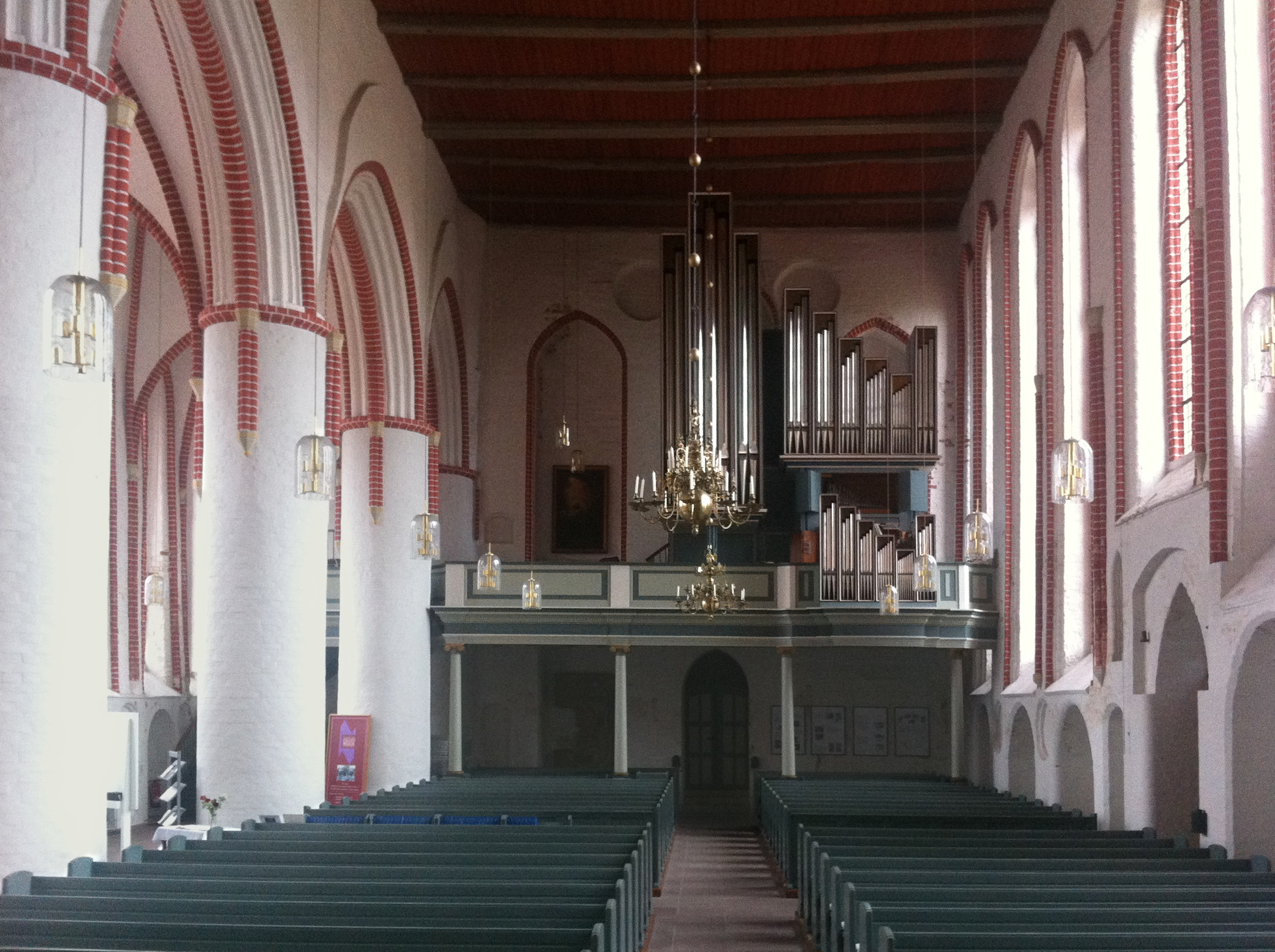
Blick auf die Ott-Orgel

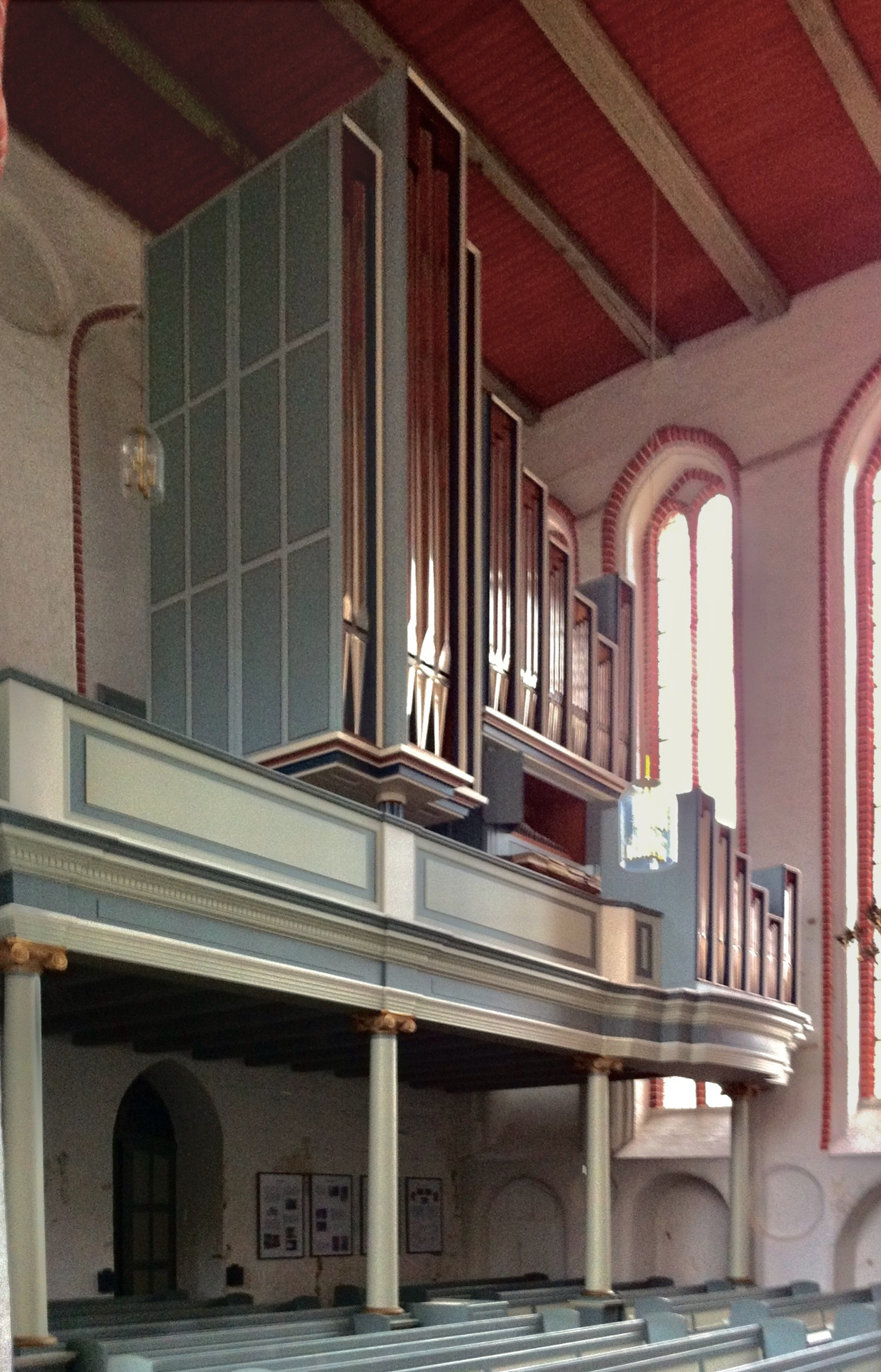
Ott-Orgel

Vor der gegenwärtig im Kirchenraum installierten Ott-Orgel gab es mindestens zwei Vorgänger. Eine von ihnen war ein barockes Instrument, das der Lüneburger Meister Magnus Grimm 1656 baute. Die letzte Renovierung dieser Orgel fand wahrscheinlich 1827/1828 statt.
Wegen des schlechten Zustandes beschloss der Kirchgemeindevorstand 1864, die Orgel durch eine neue zu ersetzen. Sie wurde 1888 bei Furtwängler & Hammer aus Hannover bestellt, ab dem 11. März 1889 aufgebaut und am 19. Mai (Kantate) geweiht.
In den 1950er Jahren war die Orgel so stark reparaturanfällig, dass sie ersetzt werden musste. Sie wurde bei der Renovierung der Kirche Ende 1957 abgebrochen und durch den jetzt vorhandenen Neubau des Orgelbauers Paul Ott aus Göttingen ersetzt. Die Orgelweihe fand am 18. Dezember 1960 (4. Adventssonntag) statt. Im Jahr 2004 wurde die Orgel von Orgelbau Alexander Schuke aus Potsdam saniert und klanglich verbessert.
Die neue Orgel erhielt einen asymmetrischen Prospekt auf der Nordseite der während der Renovierung neu aufgebauten Westempore, sodass beispielsweise mit Chor oder Bläsern gleichzeitig musiziert werden kann.
Das Instrument hat etwa 2700 Pfeifen mit einer Länge von einem Zentimeter bis zu sechs Metern. Sie umfasst vier Werke, Rückpositiv, Haupt-, Brust- und Pedalwerk, mit 39 Registern. An das Hauptwerk können das Rückpositiv und das Brustwerk gekoppelt werden, an das Pedal das Hauptwerk und das Rückpositiv. Die aktuelle Disposition ist wie folgt:
| I Rückpositiv C–g3 |                  |        |
| 01.                | Gedackt          | 08′    |
| 02.                | Holzflöte        | 08′    |
| 03.                | Prinzipal        | 04′    |
| 04.                | Flöte            | 04′    |
| 05.                | Waldflöte        | 02′    |
| 06.                | Quinte           | 01 ⁄3′ |
| 07.                | Oktave           | 01′    |
| 08.                | Sesquialter II 0 |        |
| 09.                | Scharff III      |        |
| 10.                | Dulzian          | 16′    |
| 11.                | Krummhorn        | 08′    |
|                    | Tremulant        |        |

| II Hauptwerk C–g3 |               |        |
| 12.               | Quintade      | 16′    |
| 13.               | Prinzipal     | 08′    |
| 14.               | Rohrflöte     | 08′    |
| 15.               | Oktave        | 04′    |
| 16.               | Flöte         | 04′    |
| 17.               | Nasat         | 02 ⁄3′ |
| 18.               | Oktave        | 02′    |
| 19.               | Cornett III 0 |        |
| 20.               | Mixtur VI     |        |
| 21.               | Trompete      | 08′    |

| III Brustwerk C–g3 |               |        |
| 22.                | Holzgedackt 0 | 8′     |
| 23.                | Flöte         | 4′     |
| 24.                | Prinzipal     | 2′     |
| 25.                | Terz          | 1 3⁄5′ |
| 26.                | Quinte        | 1 ⁄3′  |
| 27.                | Zimbel III 0  |        |
| 28.                | Vox humana    | 8′     |
|                    | Tremulant     |        |

| Pedalwerk C–f1 |                   |     |
| 29.            | Prinzipal         | 16′ |
| 30.            | Subbass           | 16′ |
| 31.            | Oktave            | 08′ |
| 32.            | Gedackt           | 08′ |
| 33.            | Oktave            | 04′ |
| 34.            | Nachthorn         | 01′ |
| 35.            | Rauschpfeife II 0 |     |
| 36.            | Mixtur V          |     |
| 37.            | Posaune           | 16′ |
| 38.            | Trompete          | 08′ |
| 39.            | Schalmey          | 04′ |

- Koppeln: I/II, III/II, I/P, II/P

## Geläut

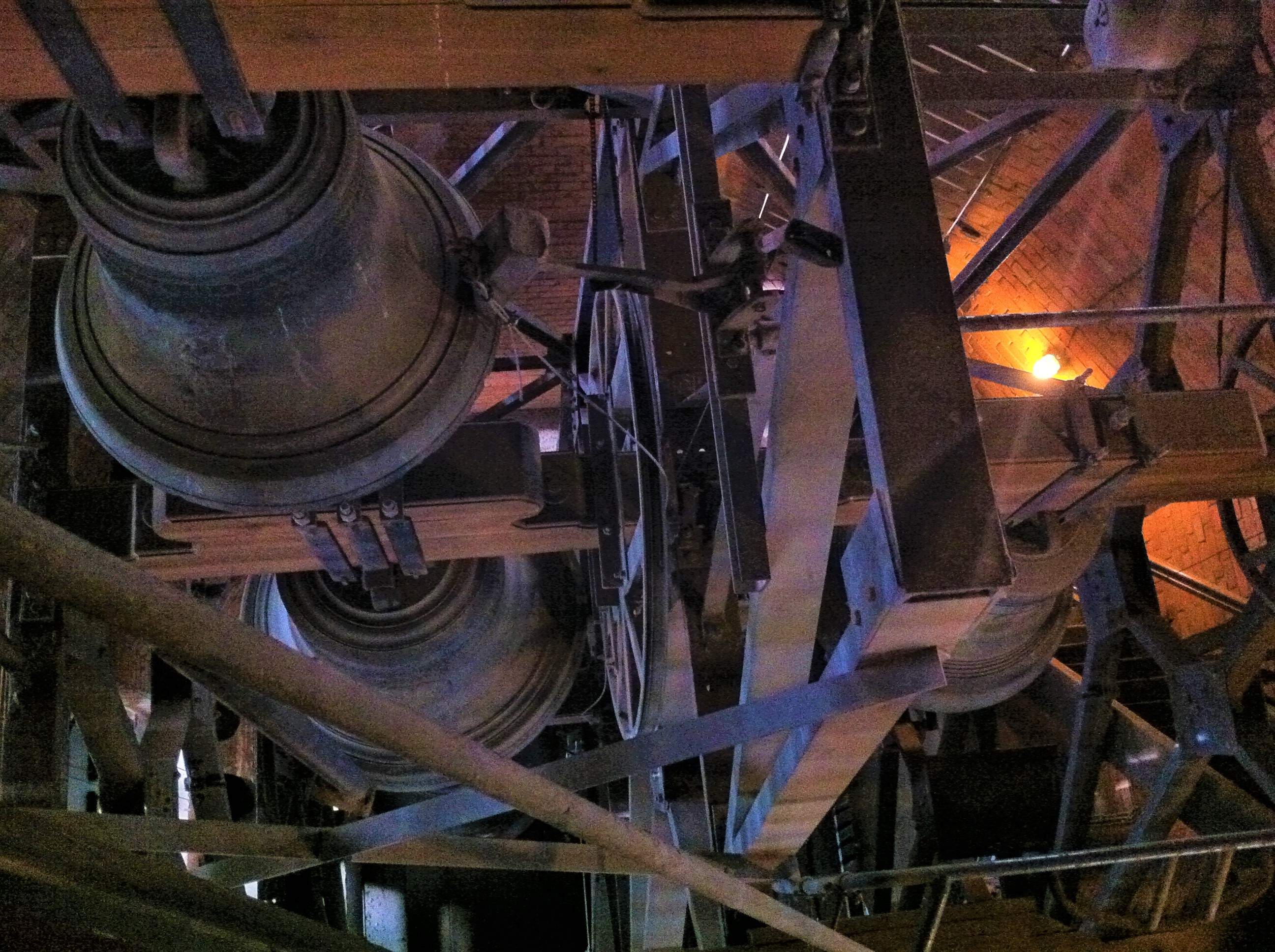
Glocken im Kirchturm

Mit dem Bau des heutigen Kirchturms in den Jahren 1896 bis 1897 erhielt St. Marien ein vierstimmiges Geläut, welches von der Glockengießerei Otto gegossen wurde; eine der Glocken wurde durch Spenden der Gemeindemitglieder finanziert. Die Glocken erhielten Namen nach den Evangelisten: Matthäus („Kommet her zu mir alle, die ihr mühselig und beladen seid“ (Matthäus 11, 28), Ton des, 1957 kg), Markus („Tut Buße und glaubet an das Evangelium!“ (Markus 1,15), Ton es, 1394 kg), Lukas („Kommt, denn es ist alles bereit!“ (Lukas 14,17), Ton f, 1006 kg), Johannes („Wer aus der Wahrheit ist, der höret meine Stimme“ (Johannes 18,37), Ton as, 581 kg). 20. Dezember 1897 wurden die Glocken vor der Kirche geweiht und läuteten am Heiligen Abend zum Ende des Gottesdienstes zum ersten Mal.
Die Glocken überdauerten den Ersten Weltkrieg. Im Zweiten Weltkrieg wurden die drei größeren Glocken und die Schlagglocken am 22. September 1942 im Rahmen der Metallspende des deutschen Volkes ausgebaut. Nach Kriegsende erhielt die Gemeinde vom Glockenfriedhof im Hamburger Hafen zwei Glocken aus Ostpreußen. Sie wurden im Dezember 1951 im Turm aufgehängt. Die größere war 1735 von Bogislaw Friedrich von Dönhoff gestiftet worden. Die kleinere Rochusglocke stammt aus Mohrungen und wurde 1730 in Königsberg gegossen.
Im Jahr 2000 beschloss der Kirchenvorstand die Anschaffung zweier großer Glocken, um den ursprünglichen Klang wiederherzustellen. Sie wurden von der Glockengießerei Bachert gegossen und am 3. Dezember (erster Advent) desselben Jahres geweiht. Seit Dezember 2000 hängen im Turm der Marienkirche 5 Glocken, darunter eine Glocke des 1897 gegossenen Geläuts von Glockengießerei Otto.
| Nr. | Name     | Gussjahr | Gießer                                  | Durchmesser (mm) | Masse (kg) | Nominal (16tel) | Inschrift, Anmerkungen                                                                               |
| --- | -------- | -------- | --------------------------------------- | ---------------- | ---------- | --------------- | --- |
| 1   | Christus | 2000     | Bachert                                 | 1440             | 1715       | des1            | Kommt her zu mir, alle, die ihr mühselig und beladen seid, ich will euch erquicken (Matthäus 11,28)  |
| 2   | Maria    | 2000     | Bachert                                 | 1300             | 1292       | es1             | Meine Seele erhebt den Herrn, und mein Geist freut sich Gottes, meines Heilandes. (Lukas 1, 46 b,47) |
| 3   | Dönhoff  | 1735     |                                         | 1150             | 815        | f1              | Alles, was Odem hat, lobe den Herrn, Halleluja                                                       |
| 4   | Johannes | 1897     | Glockengießerei Otto, Bremen-Hemelingen | 980              | 581        | as1             | Wer aus der Wahrheit ist, der höret meine Stimme                                                     |
| 5   | Rochus   | 1730     |                                         | 730              | 220        | ces2            | Sit Nomen Domini benedictum                                                                          |

## Kirchfriedhof
Die Ausgliederung der Winsener Kirche aus der Pattensener im Jahr 1233 ermöglichte es der Gemeinde, selbstständig Begräbnisse durchzuführen. Die Gräber entstanden nördlich und südlich des damaligen Kirchenbaus. Der Bau der neuen Kirche Anfang des 15. Jahrhunderts führte dazu, dass das Seitenschiff einen Teil der Gräber überdeckte. Im 17. und 18. Jahrhundert fanden Bestattungen im Inneren der Kirche, insbesondere vor und im Bereich des Chors, gegen Aufpreis statt. Vermutlich wurde dabei das Fundament des Chors der alten Kirche zerstört, sodass die genaue Lage nicht mehr feststellbar ist.
Die Bestattungspraxis im Inneren ließ der Superintendent Johann Christian Parisius um 1800 beenden und im Zuge dessen den durch die Begräbnisse beschädigten Fußboden ausbessern. In der Kirche gab es mindestens eine Familiengruft der Familie von der Weyhe, die wohl unter der Sakristei lag.
Im 18. Jahrhundert wurde der Friedhof neben der Kirche zu klein. Bereits 1773 gab es Bestrebungen, einen Platz für einen größeren Friedhof außerhalb der Stadt zu finden. Um 1800 wurden die Zustände so dramatisch, dass es bei der Kirche keinen Platz mehr gab, um die Toten zu beerdigen. So wurden die Toten auf Fahr- und Fußwegen, nah an den Häusern beerdigt, wo die Gräber durch Wagen und Vieh wieder aufgetreten und zerwühlt wurden. Eine Einfriedung war nicht möglich, weil durch den Friedhof ein öffentlicher Weg ging. Der zweite Prediger von St. Marien schrieb in seiner Beschwerde, dass „die Ausdünstungen der unter seinem Fenster begrabenen und verwesten Körper ihm nicht erlauben, die Fenster zu eröffnen“.
Erst 1812 fand sich ein geeignetes Grundstück auf dem kleinen Richtkamp. Doch die Verhandlungen dauerten lange, so dass erst 17 Jahre später, am 11. Oktober 1829, der neue Friedhof an der Borsteler Chaussee, der heutigen Lüneburger Straße, eingeweiht wurde. Der alte Friedhof neben der Kirche wurde aber noch für Nachbestattungen bis zum Ersten Weltkrieg benutzt. Nach mehreren Erweiterungen umfasst der neue Friedhof heute 5,2 ha. Er wird von einer Feldsteinmauer umschlossen und verfügt über einen alten Baumbestand.
Im Sommer 2000 fanden Ausgrabungen in der Kirche und rundherum statt, bei denen die Archäologen Gräber wieder freilegen konnten und die Fundstücke genauer untersuchten. Neben gewöhnlichen Bestattungen wurden auch zusammen vergrabene Schädel und durchmengte Knochen freigelegt, die wahrscheinlich Reste umgelagerter Gräber sind. Im Inneren der alten Kirche fanden die Ausgräber als Grabbeigabe eine Perle aus Bein. Vermutet wird, dass die Perle von einem Rosenkranz stammt.
Die Ausgrabungen brachten auch Reste von Frauenmützen zutage.